# Mount Katahdin; sonate voor piano
Mount Katahdin; sonate voor piano is de laatste sonate voor piano solo van de componist Alan Hovhaness. Bijna alle pianosonates van Hovhaness hebben een aanduidingstitel meegekregen; soms luidt de titel dus Sonate voor piano “Mount Katahdin”. Mount Katahdin (letterlijk: Berg Hoogste berg) is met 1606 meter de hoogste berg van Maine. Hovhaness hield van bergen; talloze van zijn compositie kregen titels mee, die verwezen naar een specifieke berg, zoals symfonie nr. 50 "Mount Saint Helens" of een algemene verwijzing, zoals Symfonie nr. 20 "Three journeys to a Holy Mountain".
De sonate bestaat uit vier delen:
1. Solenne
2. Lullaby
3. Jhala of Larch Tree
4. Maestoso tragico.

De opening is bijzonder statig met forte aanslagen op de toetsen. Daartegenover staat het lieflijke lullaby; de componist schreef er nogal veel, terugdenkend aan zijn eigen prille jeugd. Deel drie is gebaseerd op de Jhala-techniek; herhaalde aanslaan van de noot. Deel vier is een teruggaan naar het begin met statige muziek. Hovhaness voltooide het werk op 25 januari 1987.

## Discografie
- Uitgave Crystal Records, Poseidon Records: Martin Berkofski (1989)

## Bron
- de Crystal Records compact disc met Hovhaness;
- Hovhaness.com